# BK Trutnov
Le Basket Klub Trutnov, ou bien Loko Trutnov ou Kara Trutnov, est un club tchèque de basket-ball basé dans la ville de Trutnov. Le club senior féminin appartient à la 1. ligue, soit le plus haut niveau du championnat tchèque.
L'équipe masculine intitulée BK Lokomotiva Trutnov' joue en 3. ligue (3e division)

## Noms successifs
- Depuis 2005 : Kara
- Avant 2005 : Loko

## Entraîneurs successifs
- Depuis ? : ?

## Palmarès
- Vice-Champion de République tchèque : 2004

## Joueuses célèbres ou marquantes
- Darina Johnova